# ستيوارت أمبروز
ستيوارت أمبروز (11 يناير 1943 في المملكة المتحدة - ) (بالإنجليزية: Stuart Ambrose)‏ هو لاعب كريكت بريطاني. لعب مع Hertfordshire County Cricket Club ‏.

## وصلات خارجية
- ستيوارت أمبروز على موقع إي آس بي آن كريك إنفو (الإنجليزية)